# Histmag
Histmag là một cổng thông tin điện tử Ba Lan dành riêng cho lịch sử. Nó được thành lập vào năm 2001.
Histmag đã xuất bản hơn 5.000 bài báo, hầu hết trong số đó có sẵn trực tuyến miễn phí. Các tác giả đáng chú ý bao gồm các giáo sư Maciej Bernhardt và Artur Kijas. Vào tháng 3 năm 2009, Histmag đã báo cáo hơn 100.000 độc giả khác nhau. Trong năm 2008, Histmag đã được truy cập bởi 675.000 người khác nhau đã truy cập hơn 2.500.000 trang khác nhau trên cổng thông tin.
Cổng thông tin cũng tham gia vào các hoạt động khác nhau nhằm mục đích phổ biến lịch sử. Trong năm 2009, nó đã tài trợ cho việc xuất bản một cuốn sách.  .
Tự mô hình hóa trong những nỗ lực của nhà văn Canada Yann Martel để đấu tranh chống lại sự thờ ơ ngày càng tăng của các chính trị gia đối với văn học bằng cách gửi sách cho Stephen Harper, vào năm 2011, họ đã bắt đầu dự án „Polarćmy książki Premier"(Hãy giới thiệu sách cho Thủ tướng) để độc giả có thể chọn những cuốn sách sẽ được trao cho Donald Tusk bởi Michał Świgon, biên tập viên trước đây, trong một hội chợ sách ở Warsaw vào tháng 5 năm đó. Những cuốn sách được đưa ra là:
- Kinh thánh
- Politics của Aristotle
- Macbeth
- Lính Schweik tốt
- Ác quỷ của Dostoevsky
- Hoàng đế của Ryszard Kapuściński
- Nghệ thuật chiến tranh của Tôn Tử
- Incolfent Adolfa H. (Sự kiện của Adolf H., bản dịch tiếng Ba Lan của tiếng Pháp La Part de l'autre, được dịch sang tiếng Anh là Giả thuyết thay thế) của Éric-Emmanuel Schmitt
- Protokół dyplomatyczny i ceremoniał państwowy II RP (Nghị định thư ngoại giao và nghi lễ quốc gia của Cộng hòa thứ hai) của Janusz Sibor
- Kiếm tiền, một phần của loạt sách Discworld của Terry Pratchett

Những cuốn sách được các nhà xuất bản tặng miễn phí.
Nhận được chúng, Tusk hứa sẽ đưa các bản sao của những cuốn sách mà ông đã có cho một thư viện, nhưng ông sẽ đọc những cuốn khác một cách thích thú. Ông nói đùa rằng theo một số người, The Art of War nói về mối quan hệ nam nữ. Khi được đề nghị tự giới thiệu một cuốn sách, ông trả lời rằng trong khi ông cảm thấy muốn giới thiệu một cuốn sách của một tác giả người Ba Lan, thì thực tế ông phải chọn The Kite Runner của Khaled Hosseini, mà ông gọi là "không thể so sánh được".